# Cratere Vibidia
Vibidia è un cratere sulla superficie di 4 Vesta.